# Svendborg (gemeente)
Svendborg is een gemeente in de Deense regio Zuid-Denemarken (Syddanmark) met 58.510 inwoners (2017). De stad Svendborg telt ongeveer de helft van de bevolking in de gemeente.
Bij de herindeling van 2007 werden de volgende gemeenten bij Svendborg gevoegd: Egebjerg en Gudme.

## Tot 2007
Svendborg was tot 2007 een gemeente met een oppervlakte van 172,8 km² en 43.155 inwoners.

## Plaatsen in de gemeente
- Svendborg
- Hundstrup
- Stenstrup
- Kirkeby
- Gudbjerg
- Gudme
- Hesselager
- Lundeborg
- Oure
- Vejstrup
- Rantzausminde
- Ollerup
- Vester Skerninge
- Ulbølle
- Thurø
- Troense
- Vindeby
- Åbyskov
- Skårup
- Bregninge
- Bjerreby
- Lundby
- Landet
- Strammelse

Aabenraa · Ærø · Assens · Billund · Esbjerg · Faaborg-Midtfyn · Fanø · Fredericia · Haderslev · Kerteminde · Kolding · Langeland · Middelfart · Nordfyn · Nyborg · Odense · Sønderborg · Svendborg · Tønder · Varde · Vejen · Vejle
- International Standard Name Identifier: 0000 0004 0414 1812
- MusicBrainz: 2a126b46-8d2c-4028-aaf7-67961ce27a1d